# Inverness Caledonian Thistle FC
Inverness Caledonian Thistle is een Schotse voetbalclub. De club werd in 1994 opgericht na een fusie tussen Caledonian FC en Inverness Thistle FC, 2 clubs die in de 19de eeuw werden opgericht en in de Highland Football League speelden.
Na 3 seizoenen in de 4de klasse (Third Divison) te spelen ging de club naar de 3de klasse als kampioen. Daar bleven ze 2 seizoenen alvorens te stijgen naar de 2de klasse (First Division).
Het seizoen 2003-2004 was een zeer succesvol jaar voor de club, ze bereikten de halve finale van de Schotse beker. Ook werd de promotie naar de Scottish Premier League afgedwongen, maar er was een probleem; een eersteklasser moet een stadion hebben met een capaciteit van 10 000 en dat had de club niet. De club stond nu voor een verschrikkelijke keuze, in de 2de klasse blijven of voor een seizoen naar het terrein van Aberdeen FC (150 km verder) te verhuizen. In overleg met de fans werd beslist om te verhuizen. In januari 2005 werden de regels veranderd en moest een stadion minimum 6000 toeschouwers tellen. Inverness kon terugkeren in het net nieuw gebouwde Tulloch Caledonian Stadium.
In 2006-2007 behaalde de ploeg zijn hoogste positie onder de leiding van clublegende Charlie Christie. Na 4 wedstrijden en evenveel nederlagen in het seizoen 2007-2008 stapte Christie om persoonlijke redenen op. Hij werd opgevolgd door Craig Brewster, die in 2006 de club had verlaten om trainer van Dundee United te worden, waar hij weinig succesvol was.
Bij zijn tweede periode bij Inverness was hij ook weinig succesvol. In 2007-2008 eindigde de ploeg als 11e. In 2008-2009 ging het nog slechter, en op 18 januari werd Brewster na zeven nederlagen op rij ontslagen. Terry Butcher werd aangesteld als nieuwe trainer en hij moest proberen om Inverness in de Scottish Premier League te houden. Op de laatste speeldag verloor Inverness echter thuis met 0-1 tegen rechtstreekse concurrent Falkirk FC waardoor Inverness naar de Scottish First Division degradeerde. Het volgende seizoen wist het echter meteen opnieuw promotie af te dwingen naar de Premier League.
In het seizoen 2012/2013 eindigde Inverness CT op de 4e plaats, nadat de club zich voor het eerst voor de kampioensgroep had geplaatst.
Het meest succesvolle seizoen is tot nu toe seizoen 2014/2015. Inverness behaalde de 3e plaats in de league en won de Schotse beker, door Celtic in de halve finale en Falkirk in de finale te verslaan. Daarmee kwalificeerde Inverness zich voor het eerst voor Europees voetbal.
Het Europese avontuur van 2015/2016 bleef beperkt tot een ronde. In de 2e kwalificatieronde van de Europa League was het Roemeense Astra met 1-0 en 0-0 te sterk.
De club heeft ook de reputatie van Giant killer in de Schotse beker en versloeg al clubs als Celtic FC, Motherwell FC en Hearts.

## Erelijst
- Scottish First Division

Winnaar (2): 2003/04, 2009/10
- Scottish Third Division

Winnaar (1): 1996/97
- Scottish Cup

Winnaar (1): 2015
- Scottish League Challenge Cup

Winnaar (1): 2003
Runner-up (2): 1999, 2009

## Eindklasseringen
| 6 |

| 3 |

| 1 |

| 5 |

| 2 |

| 6 |

| 4 |

| 6 |

| 4 |

| 1 |

| 8 |

| 7 |

| 8 |

| 9 |

| 12 |

| 1 |

| 7 |

| 10 |

| 4 |

| 5 |

| 3 |

| 7 |

| 12 |

| 5 |

| 3 |

| 2 |

| 5 |

| 3 |

| 6 |

| 9 |

| 7 |

| Niveau 1 | Niveau 2 | Niveau 3 | Niveau 4 |

| Periode    | Niveau 1                | Niveau 2              | Niveau 3            | Niveau 4            |
| 1893-1975  | Division One            | Division Two          | Division Three      | --                  |
| 1975-1998  | Premier Division        | First Division        | Second Division     | Third Division      |
| 1998-2013  | Scottish Premier League | First Division        | Second Division     | Third Division      |
| 2013-heden | Scottish Premiership    | Scottish Championship | Scottish League One | Scottish League Two |

| Seizoen   | №  | Clubs | Divisie        | Duels | Winst | Gelijk | Verlies | Doelsaldo | Punten | Tsch  |
| --------- | -- | ----- | -------------- | ----- | ----- | ------ | ------- | --------- | ------ | ----- |
| 2012–2013 | 4  | 12    | Premier League | 38    | 13    | 15     | 10      | 64–60     | 54     | 4.038 |
| 2013–2014 | 5  | 12    | Premiership    | 38    | 16    | 9      | 13      | 44–44     | 57     | 3.558 |
| 2014–2015 | 3  | 12    | Premiership    | 38    | 19    | 8      | 11      | 52–42     | 65     | 3.733 |
| 2015–2016 | 7  | 12    | Premiership    | 38    | 14    | 10     | 14      | 54–48     | 52     | 3.754 |
| 2016–2017 | 12 | 12    | Premiership    | 38    | 7     | 13     | 18      | 44–71     | 34     | 3.946 |
| 2017–2018 | 5  | 10    | Championship   | 38    | 16    | 9      | 11      | 53-37     | 57     | 2.395 |
| 2018–2019 | 3  | 10    | Championship   | 38    | 14    | 14     | 8       | 48-40     | 56     | 2.548 |
| 2019–2020 | 2  | 10    | Championship   | 27    | 14    | 3      | 10      | 39-32     | 45     | 2.117 |
| 2020–2021 | 5  | 10    | Championship   | 27    | 8     | 12     | 7       | 36-31     | 36     | 0     |

## Inverness in Europa
#Q = #kwalificatieronde, T/U = Thuis/Uit, W = Wedstrijd, PUC = punten UEFA coëfficiënten .
Uitslagen vanuit gezichtspunt Inverness Caledonian Thistle FC
| Seizoen                                                    | Competitie    | Ronde | Land              | Club          | Totaalscore | 1e W    | 2e W    | PUC |
| ---------------------------------------------------------- | ------------- | ----- | ----------------- | ------------- | ----------- | ------- | ------- | --- |
| 2015/16                                                    | Europa League | 1Q    | Vlag van Roemenië | Astra Giurgiu | 0-1         | 0-1 (T) | 0-0 (U) | 0.5 |
| Totaal aantal behaalde punten voor UEFA coëfficiënten: 0.5 |               |       |                   |               |             |         |         |     |

Zie ook
- Deelnemers UEFA-toernooien Schotland
- Ranglijst van alle clubs die in de diverse Europa Cups zijn uitgekomen

## Bekende (oud-)spelers
- David Bagan
- Andréa Mbuyi-Mutombo